# 徐家汇公园

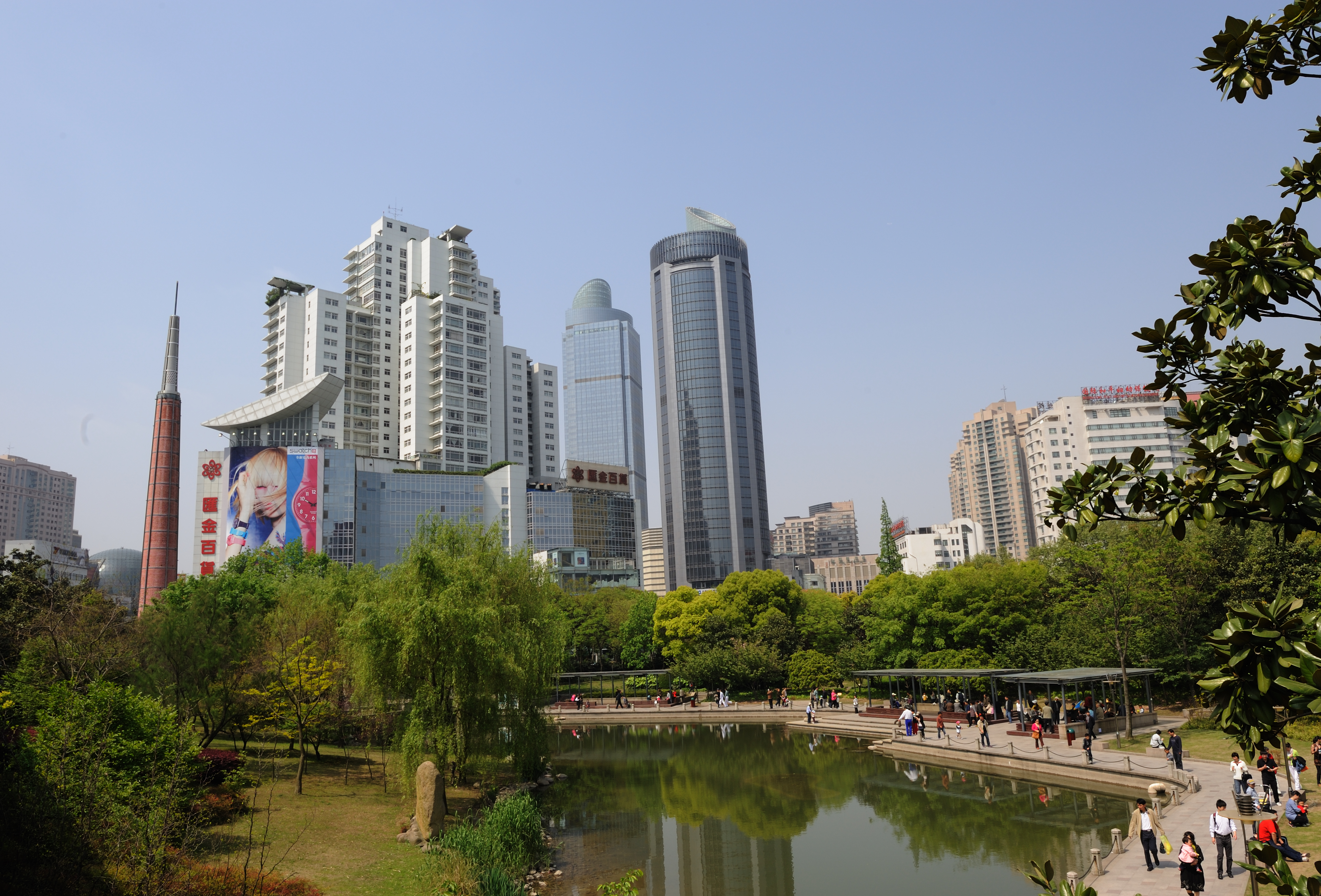
徐家汇公园

徐家汇公园位于上海市徐汇区徐家汇东北侧，北起衡山路，南到肇嘉浜路，西临天平路，东面宛平路，面积约为8.47万平方米。
徐家汇公园是为了配合徐家汇商务开发、改善生活环境和空气质量建造的人工绿地。由加拿大蒙特利尔W.A.A景观设计事务所和上海园林设计院设计。分為三期建设，第一期為原大中华橡胶厂厂區，占地3.3公顷，保留了建于1926年的大烟囱並設置了长近200米的景观天桥。第二期为原中唱上海分公司，占地3.7公顷，保留法式红楼及百年古树。第三期工程占地1.47公顷，将設置篮球场、小型足球场等体育健身設施。公园構思参照上海市地理将湖泊设计成黄浦江的形状，架设象徵徐浦、卢浦、南浦、杨浦4座大桥豫园景观。
绿化上肇嘉浜路天平路入口广场主要种植上海市花白玉兰、广玉兰、紫薇、梅花、海棠等；天平路一侧种植香樟、女贞、杜英。入口广场的东北侧有樱花林、白玉兰、紫玉兰、桂花等。天桥两侧有香樟密林，也有疏林及木本绣球形成的花道，水中栽植水生鸢尾、睡莲等水生植物，河滨乔木有垂柳、枫杨等。老城厢以花灌木为主。衡山路一侧有悬铃木的林荫道。
公园有多个雕塑，如“亚洲第一飞人”刘翔的跨栏雕塑。另外一个雕塑是雕塑大师曼纽尔·卡博内尔设计的新一代雕塑，于2007年4月6日落址于本园，由法国人士柴立伟女士捐赠。法国马赛市政府还曾赠送来一个名为“希望之泉”的雕塑，作为中法文化交流年礼物。其高9米，宽6米，坐落在面积达240平方米的喷水池内。该雕塑是根据马赛市原名雕塑，在上海另外复制的。

## 交通
- 地铁
  - 1号线徐家汇站
  - 9号线徐家汇站
  - 11号线徐家汇站
- 公交线路
  - 15路
  - 26路
  - 42路
  - 43路
  - 44路

## 附近
- 衡山电影院
- 汇金百货
- 太平洋百货徐汇店